# رجینالد ول‌جانسون
رجینالد ول‌جانسون (انگلیسی: Reginald VelJohnson؛ زادهٔ ۱۶ اوت ۱۹۵۲) یک هنرپیشه اهل ایالات متحده آمریکا است. وی از سال ۱۹۷۹ میلادی تاکنون مشغول فعالیت بوده‌است.

## گزیده فیلمشناسی
از فیلم‌ها یا برنامه‌های تلویزیونی که وی در آن نقش داشته‌است می‌توان به آثار زیر اشاره کرد.
- شکارچیان روح (۱۹۸۴)
- داندی کروکودیل (۱۹۸۶)
- جان‌سخت (۱۹۸۸)
- لباس ساده (۱۹۸۸)
- ترنر و هوک (۱۹۸۹)
- جان‌سخت ۲ (۱۹۹۰)
- گروه تعقیب (۱۹۹۳)
- مثل مایک (۲۰۰۲)
- دوباره تو (فیلم ۲۰۱۰) (۲۰۱۰)
- گرگ وال استریت (۲۰۱۳)
- ایکوالایزر (مجموعه تلویزیونی) (۱۹۸۵–۱۹۸۸)
- قصه‌هایی از سردابه (مجموعه تلویزیونی) (۱۹۹۲)
- خیال باطل (۱۹۹۳)
- فراری (مجموعه تلویزیونی ۲۰۰۱) (۲۰۰۱)
- سی‌اس‌آی (۲۰۰۲)
- مانک (۲۰۰۶)
- استخوان‌ها (مجموعه تلویزیونی) (۲۰۰۷)
- چاک (مجموعه تلویزیونی) (۲۰۰۸)
- جسور و زیبا (۲۰۱۰)
- هارت آو دیکسی (۲۰۱۱–۲۰۱۵)
- بیمارستان عمومی (۲۰۱۲)
- ری داناوان (۲۰۱۶)
- بسیار عالی آقای داندی (۲۰۲۰)